# Yudai Tanaka (judoka)
Yudai Tanaka (en japonés: 田中裕大, Tanaka Yudai; 29 de diciembre de 2001) es un deportista japonés que compite en judo. Ganó una medalla de bronce en el Campeonato Asiático de Judo de 2025, en la categoría de –73 kg.

## Palmarés internacional
| Campeonato Asiático | Campeonato Asiático | Campeonato Asiático | Campeonato Asiático |
| Año                 | Lugar               | Medalla             | Categoría           |
| ------------------- | ------------------- | ------------------- | ------------------- |
| 2025                | Bangkok (Tailandia) | Medalla de bronce   | –73 kg              |